# Hexeurytoma giraulti
Hexeurytoma giraulti är en stekelart som beskrevs av Boucek 1988. Hexeurytoma giraulti ingår i släktet Hexeurytoma och familjen kragglanssteklar. Inga underarter finns listade i Catalogue of Life.